# Norma Shearer

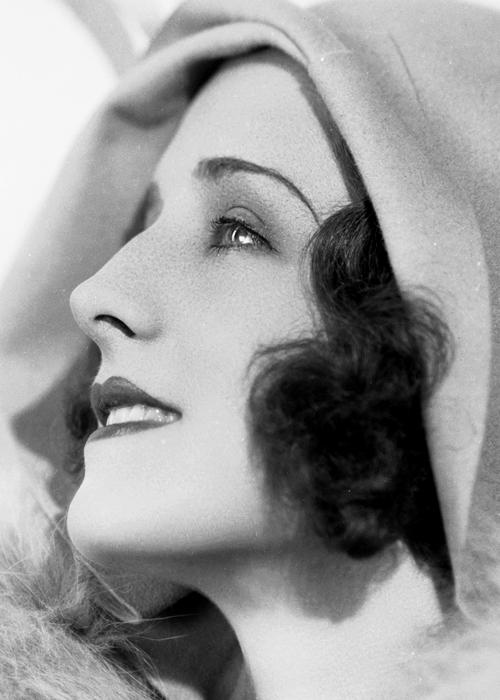
Norma Shearer (Fotografie von Ruth Harriet Louise, 1930)

Edith Norma Shearer (* 10. August 1902 in Montréal, Kanada; † 12. Juni 1983 in Woodland Hills, Kalifornien) war eine kanadisch-US-amerikanische Schauspielerin. Sie zählte in den 1930er Jahren zu den größten weiblichen Stars in Hollywood. 1930 gewann sie für Die Frau für alle den Oscar als beste Darstellerin.

## Leben
Edith Norma Shearer wurde nach ihren Geschwistern Douglas Shearer und Athole als jüngstes Kind von Andrew Shearer und Edith Fisher Shearer in Kanada geboren. Mit ihrer Mutter und Schwester ging Norma 1920 in die USA. Ein erster Kontakt zum Showbusiness konnte über einen Bruder der Mutter hergestellt werden, der Manager einer Theatertruppe war und Verbindungen nach New York hatte. Der Versuch, bei den Ziegfeld Follies von Florenz Ziegfeld Jr. aufzutreten, zerschlug sich. Stattdessen arbeitete Shearer gelegentlich als Modell, so zum Beispiel als „Miss Lotta Miles“ in einer Kampagne der Autoreifenmarke Kelly-Springfield. In späteren Jahren sollte sich dieser Spitzname für Shearer bei jenen in der Filmgesellschaft, die ihr nicht unbedingt wohlgesinnt waren, einbürgern. Bald spielte Norma Shearer kleinere Rollen in Filmen und entwickelte sich rasch zu einer beliebten Nebendarstellerin. Ermutigt durch den Erfolg, ging sie Anfang der 1920er nach Hollywood.

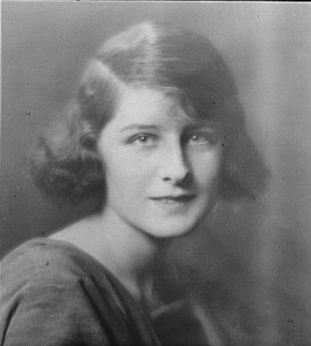
Norma Shearer (Fotografie von Arnold Genthe, um 1920)

Der Produzent Irving Thalberg sah Norma Shearer in ihren frühen Aufnahmen und stellte sie Louis B. Mayer vor, der ihr 1923 einen Fünfjahresvertrag bei den alten Metro-Studios gab. Sie spielte in zahlreichen Filmen mit und stieg rasch zu einem der Stars der Gesellschaft auf. Besonders nach dem Überraschungserfolg von Der Mann, der die Ohrfeigen bekam, wo sie neben Lon Chaney und John Gilbert unter der Regie von Victor Sjöström auftrat, wuchs die Popularität der Schauspielerin. In der internen Hierarchie bei MGM, zu der Metro mit anderen Firmen 1924 verschmolzen war, stand sie direkt nach Marion Davies und Lillian Gish an dritter Stelle. Der kometenhafte Aufstieg von Greta Garbo überschattete seinerzeit allerdings die stetig wachsende Beliebtheit von Shearer.

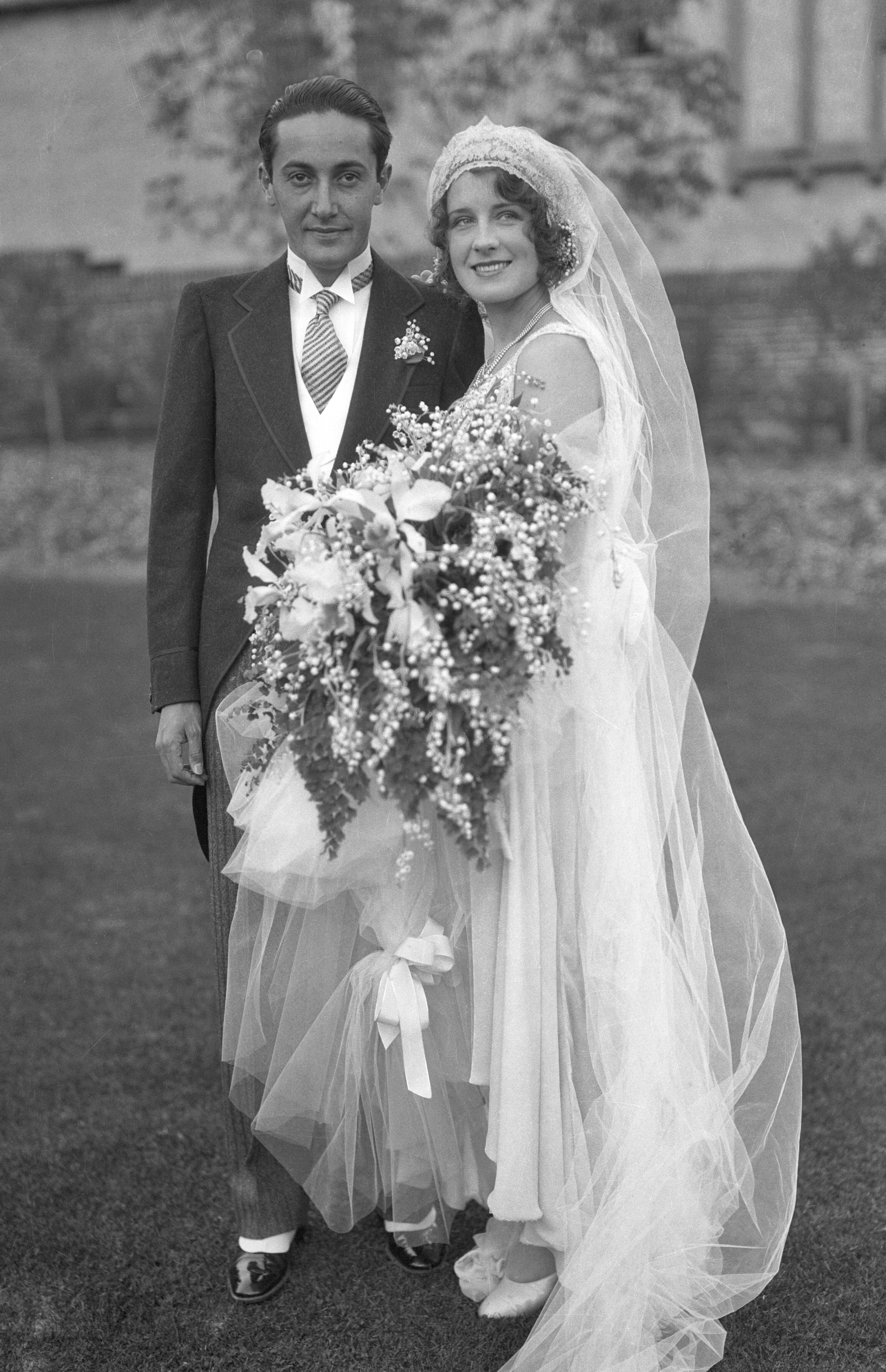
Shearer und Irving Thalberg an ihrem Hochzeitstag (1927)

1927 heiratete Shearer Irving Thalberg, der damals Produktionschef von MGM war, und ihre Karriere im Studio nahm einen gewaltigen Aufschwung. Das zeigte sich, als die Schauspielerin im selben Jahr in der Prestigeproduktion von Alt-Heidelberg neben Ramón Novarro unter der Regie von Ernst Lubitsch zu sehen war. Das Studio wollte damit an den Erfolg von Die lustige Witwe mit Mae Murray und John Gilbert unter der Regie von Erich von Stroheim und La Boheme aus dem Folgejahr mit Lillian Gish und John Gilbert unter der Regie von King Vidor anknüpfen, die zuvor für volle Kinos gesorgt hatten.
Mit Beginn der Tonfilmära begann die eigentliche Glanzzeit der Schauspielerin. Irving Thalberg sorgte dafür, dass Shearer die besten Rollen bekam, und sie trug bald den Titel „Queen of MGM“. Sie war für ihren Ehrgeiz berüchtigt und überwachte jedes Detail während der Dreharbeiten persönlich. Mit eiserner Disziplin gewöhnte sie sich ab, vor der Kamera zu schielen, und mit den besten Kameraleuten des Studios arbeitete sie an einem speziellen Oberlicht, das ihrem an sich flächigen Gesicht mehr Konturen verlieh. Berühmt wurde ein speziell für sie entwickeltes Make-up, mit dem ihre Haut fast alabasterfarben auf der Leinwand wirkte und so hell war, dass es besondere Anforderungen an die Ausleuchtung der übrigen Schauspieler stellte. Gleichzeitig ließ sie sich jedes einzelne Standfoto, das von ihr veröffentlicht werden sollte, persönlich zur Freigabe vorlegen. In dieser Zeit wuchs auch die Verbitterung bei Joan Crawford über die Bevorzugung von Shearer. Auf die Frage, warum denn Norma ein Star geworden sei, obwohl sie doch so stark schiele und kurze Beine und eine sehr breite Hüfte habe, antwortete Crawford: „Well, she sleeps with the boss.“

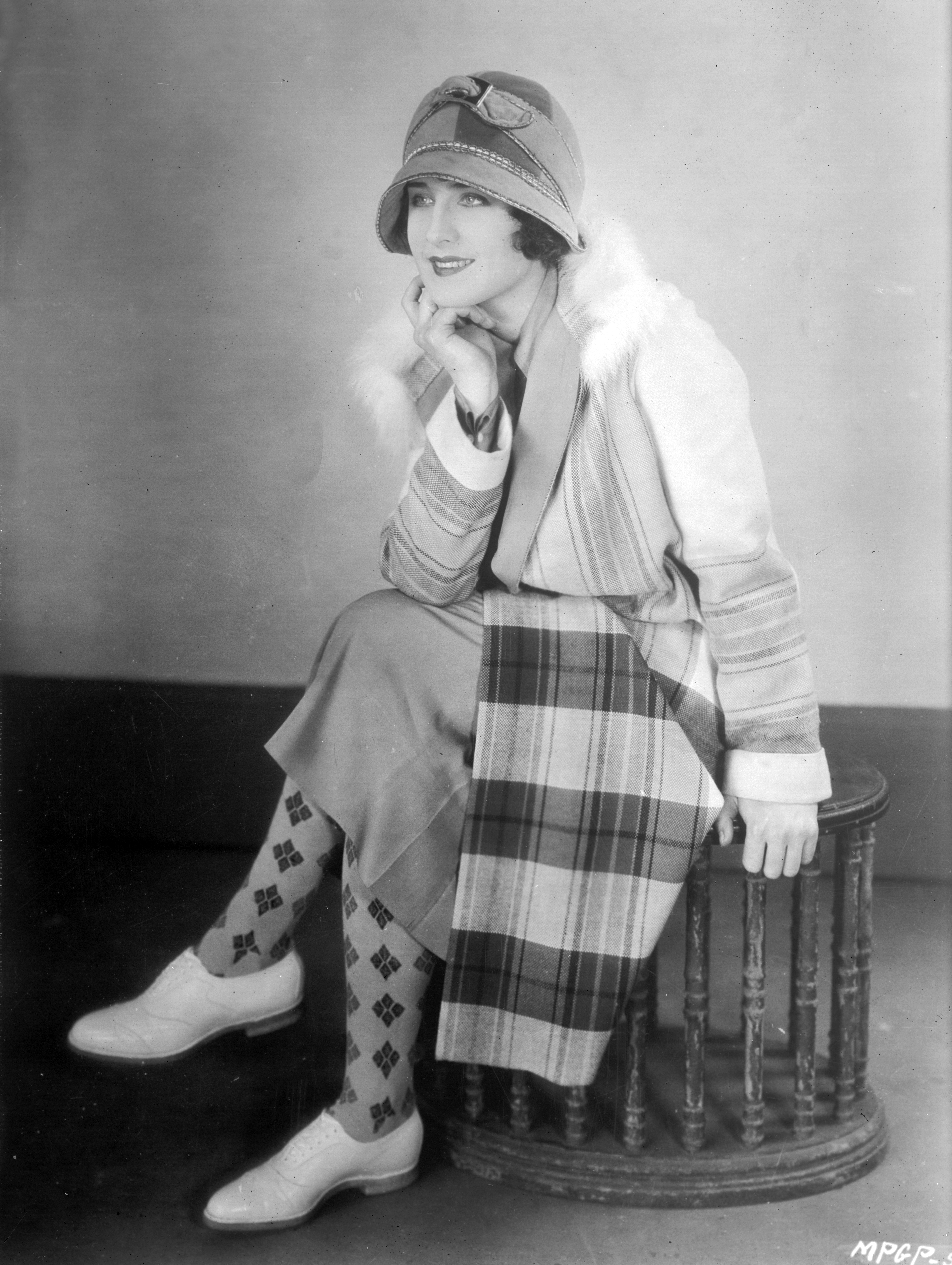
Norma Shearer in der Stummfilmzeit

Shearer, die in der Stummfilmzeit meist Damen der besseren Gesellschaft gespielt hatte, war mit dem Aufkommen des Tonfilms zunehmend unzufrieden mit ihrem Image und wollte auch in romantischen Melodramen spielen, wie die, mit denen Greta Garbo und Marlene Dietrich berühmt wurden. Auf Anraten von Ramon Novarro ließ Shearer sich von dem damals völlig unbekannten Fotografen George Hurrell in einer Serie von lasziv-aufreizenden Posen aufnehmen. Damit konnte sie Thalberg überzeugen, ihr die Rolle in Die Frau für alle, der Verfilmung eines eher freizügigen Romans über eine frisch geschiedene Frau, die zahlreiche Affären hat, zu geben. Shearer gewann den Oscar als beste Hauptdarstellerin und spielte danach meist selbstbewusste Frauen mit eigenen Ideen über Liebe und Ehe. Die Schauspielerin achtete jedoch darauf, sich nicht auf einen Rollentyp festlegen zu lassen. So drehte sie hintereinander die Verfilmung von Noël Cowards Salonkomödie Private Lives, das Remake Liebesleid, eine sentimentale Liebesgeschichte, die auf verschiedenen Zeitebenen spielt, und die Leinwandadaption von Eugene O’Neills Strange Interlude.
Nachdem Thalberg, dessen angeschlagene Gesundheit ihn zu einer Kur in Europa zwang, 1934 zu MGM zurückgekehrt war, gab er seiner Frau meist Rollen in opulenten Verfilmungen von Bühnenklassikern wie The Barretts of Wimpole Street, basierend auf dem größten Erfolg von Broadway-Legende Katharine Cornell, oder Romeo und Julia. Die Shakespeare-Verfilmung traf jedoch nicht die Zustimmung der Kritiker, die bemängelten, dass Shearer mit 36 etwas reif für die Rolle gewesen sei und auch ihr Partner Leslie Howard mit 42 bereits ein kritisches Alter überschritten habe.
1936 starb Irving Thalberg. Die Schauspielerin war in den folgenden Monaten in einen erbitterten Streit mit Louis B. Mayer um die finanziellen Regelungen in Thalbergs Testament verwickelt. Die Einigung erfolgte nach viel negativer Publicity und sah unter anderem vor, dass die Schauspielerin noch sechs weitere Filme für je 150.000 Dollar drehen sollte. Darüber hinaus standen ihr prozentuale Einnahmen an den letzten Thalberg-Produktionen zu.
Norma Shearer wandte sich danach ihrer Lieblingsproduktion zu, der aufwändig und mit viel Detail produzierten Filmbiografie Marie-Antoinette, die 1938 in den Verleih kam und weniger Geld einspielte, als sie gekostet hatte. Ihr heute bekanntester Film ist Die Frauen von 1939, die Verfilmung des gleichnamigen Broadway-Hits und der kommerziell zweiterfolgreichste Film des Jahres. Shearer und Joan Crawford kamen nicht gut miteinander aus, was den gemeinsamen Szenen jedoch ein zusätzliches Maß an Authentizität verlieh. Die meisten Kritiker mochten die Darstellung von  Shearer nicht und verglichen ihre Rolle mit denen, die Ann Harding stets übernommen hatte. In der Folgezeit lehnte die Schauspielerin Hauptrollen in Vom Winde verweht, Susan und der liebe Gott sowie Mrs. Miniver ab und verabschiedete sich 1942 nach zwei finanziell wenig erfolgreichen Komödien We Were Dancing und Her Cardboard Lover von der Leinwand. Angebote für einen längerfristigen Vertrag beim Studio der Warner Brothers, das die Schauspielerin neben Bette Davis in In Freundschaft verbunden einsetzen wollte, lehnte sie ab. Entgegen landläufigen Gerüchten war die Rolle der Norma Desmond in Boulevard der Dämmerung nicht an Norma Shearer orientiert, sondern nahm Grundzüge aus dem Charakter von Norma Talmadge auf.

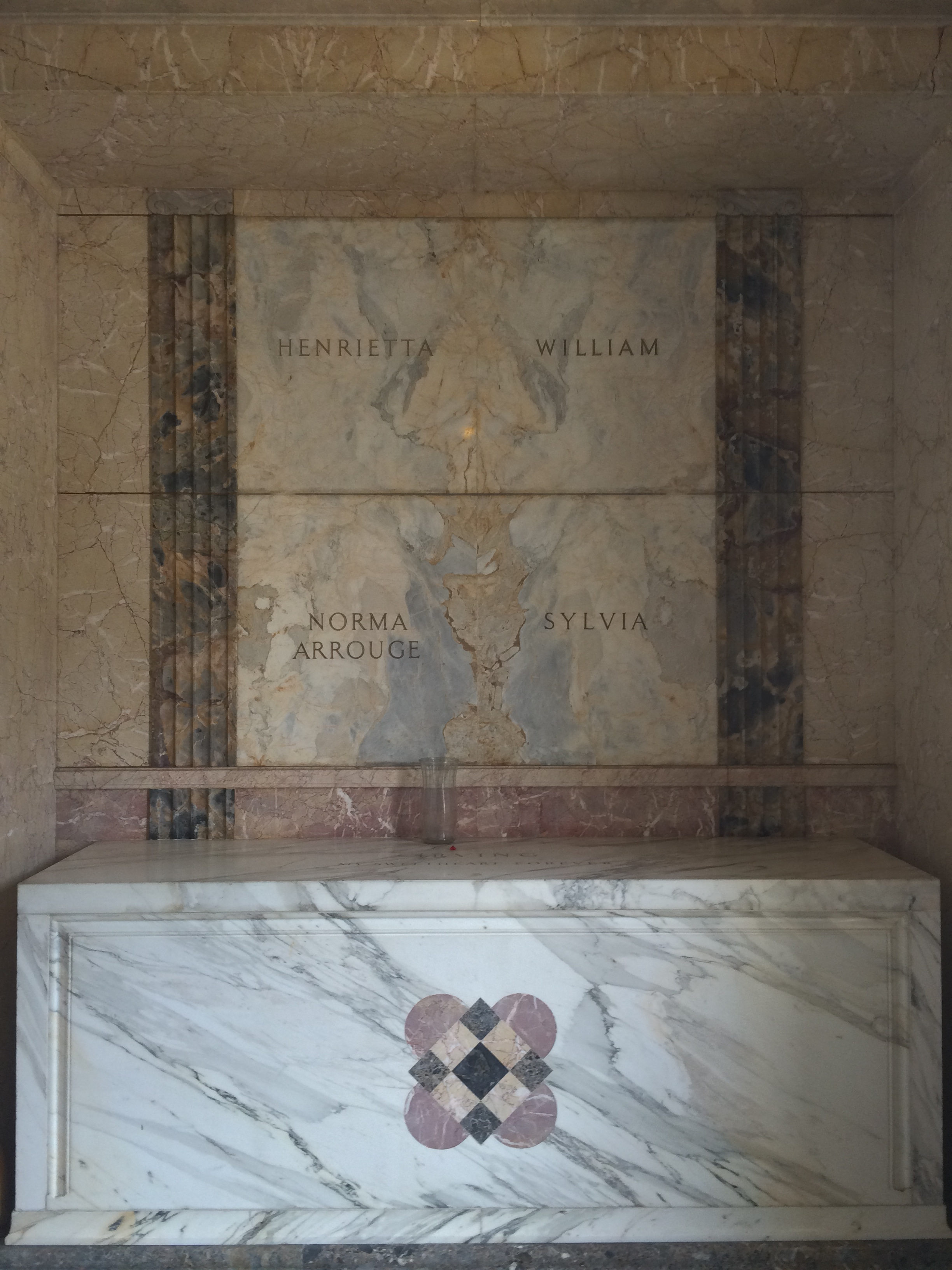
Shearers Grabstelle im Forest Lawn Memorial Park in Glendale

1942 lernte Shearer in Sun Valley den Skilehrer Marti Arrougé kennen. Sie heirateten noch im selben Jahr und Shearer zog sich endgültig von der Leinwand zurück. Sie umsorgte ihre Familie mit den beiden Kindern aus der Ehe mit Irving Thalberg, hielt jedoch weiterhin Kontakt zu MGM. So entdeckte sie während eines Skiurlaubs Janet Leigh, für die sie Leinwandtests arrangierte, was zu einem Vertrag mit MGM führte.
Das Grab der 1983 verstorbenen Shearer befindet sich unter dem Namen Norma Arrouge im Großen Mausoleum des Forest Lawn Memorial Park in Glendale, Kalifornien. Auf dem Hollywood Walk of Fame erinnert auf Höhe des 6638 Hollywood Boulevard ein Stern an die Schauspielerin.

## Auszeichnungen
Oscar/Beste Hauptdarstellerin
- 1930 – Oscar für Die Frau für alle und nominiert für Their Own Desire
- 1931 – nominiert für Der Mut zum Glück
- 1935 – nominiert für Der Tyrann
- 1937 – nominiert für Romeo und Julia
- 1939 – nominiert für Marie-Antoinette

Gemäß den Statuten der Academy konnten Schauspieler während der ersten drei Verleihungen für einen oder mehrere Filme nominiert werden. Im Fall von Norma Shearer wurde der Oscar dann allerdings nur für einen Film verliehen.
Weitere
- 1938 – Coppa Volpi auf den Filmfestspielen von Venedig für Marie-Antoinette

## Filmografie
- 1920: Mädchenlos (Way Down East)
- 1920: Torchy’s Millions
- 1920: The Stealers
- 1921: The Sign on the Door
- 1922: The End of the World
- 1922: The Leather Pushers
- 1922: The Man Who Paid
- 1922: Channing of the Northwest
- 1922: The Bootleggers
- 1923: A Clouded Name
- 1923: Man and Wife
- 1923: The Devil’s Partner
- 1923: Pleasure Mad
- 1923: The Wanters
- 1923: Frauen in Flammen (Lucretia Lombard)
- 1924: The Trail of the Law
- 1924: The Wolf Man
- 1924: Blue Water
- 1924: Ralphs nächtliche Abenteuer (Broadway After Dark)
- 1924: Broken Barriers
- 1924: Verwöhnte junge Damen (Empty Hands)
- 1924: Der Mann, der die Ohrfeigen bekam (He Who Gets Slapped)
- 1924: The Snob
- 1925: Zwei Personen suchen einen Pastor (Excuse Me)
- 1925: Lady of the Night
- 1925: Waking Up the Town
- 1925: Die Revue schöner Frauen
- 1925: A Slave of Fashion
- 1925: Der Narr und die Dirne (The Tower of Lies)
- 1925: Seine Privatsekretärin (His Secretary)
- 1926: Zirkusteufel (The Devil’s Circus)
- 1926: The Waning Sex
- 1926: Die große Nummer (Upstage)
- 1927: Nur nicht locker lassen (The Demi-Bride)
- 1927: After Midnight
- 1927: Alt-Heidelberg (The Student Prince in Old Heidelberg)
- 1928: Eine Verkäuferin von Klasse (The Latest from Paris)
- 1928: Die Komödiantin (The Actress)
- 1928: A Lady of Chance
- 1929: The Trial of Mary Dugan
- 1929: The Last of Mrs. Cheyney
- 1929: The Hollywood Revue of 1929
- 1929: Their Own Desire
- 1930: Die Frau für alle (The Divorcee)
- 1930: Let Us Be Gay
- 1931: Küssen erlaubt (Strangers May Kiss)
- 1931: Juwelenraub in Hollywood (The Stolen Jools) (Kurzfilm)
- 1931: Der Mut zum Glück (A Free Soul)
- 1931: Intimitäten (Private Lives)
- 1932: Liebesleid (Smilin’ Through)
- 1932: Strange Interlude
- 1934: Die nackte Wahrheit (Riptide)
- 1934: Der Tyrann (The Barretts of Wimpole Street)
- 1936: Romeo und Julia (Romeo and Juliet)
- 1938: Marie Antoinette
- 1939: Idiot’s Delight
- 1939: Die Frauen (The Women)
- 1940: Escape
- 1942: We Were Dancing
- 1942: Her Cardboard Lover